# Kassoum
Kassoum ist sowohl eine Gemeinde (französisch commune rurale) als auch ein dasselbe Gebiet umfassendes Departement im westafrikanischen Staat Burkina Faso, in der Region Boucle du Mouhoun und der Provinz Sourou. Die Gemeinde hat in 35 Dörfern 20.975 Einwohner.